# E.V.O.: Search for Eden
E.V.O.: Search for Eden, originalmente lançado no Japão como 46 Okunen Monogatari: Harukanaru Eden (46億年物語 はるかなるエデンへ, que significa A História de 4,6 Bilhões de Anos: Até o Distante Éden), é um videojogo produzido pela Almanic Corporation e pela Enix, para o Super Nintendo. Lançado no Japão em 1992, o jogo foi traduzido e relançado na América do Norte em 1993. por cortesia da Enix America Corporation.
Combinando elementos dos jogos de plataforma convencionais com os de RPG, E.V.O.: Search for Eden aborda a evolução das espécies, onde o jogador inicia como um peixe, evoluindo para diversas formas intermediárias de vida, até tornar-se um anfíbio. Outras transformações incluem répteis, aves, até culminar na espécie humana.